# David Webb Peoples
David Webb Peoples (* 9. Februar 1940 in Middletown, Connecticut) ist ein US-amerikanischer Drehbuchautor, der vor allem bekannt wurde für seine Vorlagen für Science-Fiction-Filme.

## Leben und Werk
Peoples studierte Englisch an der University of California. Er begann seine Laufbahn als Filmeditor. Regisseur Ridley Scott engagierte ihn Anfang der 1980er als Ko-Autor des Drehbuchs zu Blade Runner, da Scott kreative Differenzen mit dem ursprünglichen Drehbuchautor Hampton Fancher hatte. Peoples’ Überarbeitung des Drehbuchs fand sowohl bei Fancher als auch bei Scott und sogar beim Autor der Romanvorlage, Philip K. Dick, Zustimmung. Dies ist bemerkenswert, da Peoples Dicks Vorlage nicht gelesen hatte und seine Änderungen für die größeren Abweichungen des Films von der Vorlage sorgten.
Peoples war am Drehbuch für Der Tag des Falken (1985) beteiligt und schrieb Die Jugger – Kampf der Besten (1989), beide verfilmt mit Rutger Hauer, der auch in Blade Runner mitgespielt hatte. Bei Kampf der Besten führte Peoples auch Regie. Zudem diente der Film als Vorlage für den heutigen Sport namens Jugger.
1992 war sein erfolgreichstes Jahr, in dem drei seiner Filme im Kino waren: der Director’s Cut von Blade Runner, die Komödie Ein ganz normaler Held (mit Dustin Hoffman) und der Western Erbarmungslos. Letzterer war Peoples’ bisher erfolgreichster Film, er selbst erhielt eine Oscarnominierung, insgesamt war der Film neunmal nominiert und gewann vier Oscars. Peoples hatte das Drehbuch bereits 1976 geschrieben.
Zusammen mit seiner Frau Janet Peoples verfasste er 1995 das Drehbuch zu 12 Monkeys, und 1998 schrieb er Soldier, der im selben fiktiven Universum wie Blade Runner spielt, von Paul W. S. Anderson umgeschrieben und als Star Force Soldier verfilmt wurde.